# Distrito de Wanica
Wanica es el distrito más pequeño de Surinam, delimitando al este con el río Surinam y Paramaribo, al oeste con el distrito de Saramacca, al norte con Paramaribo y al sur con Para.
Con una población de 85.986 habitantes, y una extensión de apenas 443 km², Wanica es el segundo distrito más densamente poblado del país, así como el más urbanizado.
La capital del distrito, antiguamente llamada Kofi-Djompo, recibió su actual nombre en 1905 en honor del arquitecto neerlandés Cornelis Lely, que fue el encargado de realizar varios proyectos de gran envergadura en los Países Bajos.
Lelydorp es la segunda ciudad más poblada de Surinam, y también la segunda más importante, con más de 80.000 personas esta ciudad limita con la capital, Paramaribo.

## Economía
En 1968 se construyó en SantoBoma un nuevo centro penitenciario, sustituyendo el existente hasta la fecha en Fort Zeelandia. Actualmente, dicho centro sigue en funcionamiento.
El famoso proyecto agrícola SantoBoma tuvo lugar en los años 1960, con el propósito de proporcionar a pequeños agricultores parcelas para el cultivo de árboles frutales. Aunque el proyecto no tuvo el éxito esperado, estos pequeños cultivos suponen el medio de subsistencia de la mayor parte de la población.

## División administrativa
Wanica está subdividido en siete ressorts:
- De Nieuwe Grond
- Domburg
- Houttuin
- Koewarasan
- Kwatta
- Lelydorp
- Saramacca Polder